# Eburia brevicornis
Eburia brevicornis är en skalbaggsart som beskrevs av Chemsak och Linsley 1973. Eburia brevicornis ingår i släktet Eburia och familjen långhorningar.
Artens utbredningsområde är Belize. Inga underarter finns listade i Catalogue of Life.